# Prêmio Guarani de Cinema Brasileiro 2019
O Prêmio Guarani de Cinema Brasileiro de 2019 é a vigésima quarta edição do Prêmio Guarani, organizada pela Academia Guarani de Cinema. Os indicados passaram por uma criteriosa avaliação de mais 40 críticos de cinema de todas as regiões do Brasil, que elegeram cinco finalistas que se destaram no cinema durante o ano de 2018 nas 24 categorias da premiação. A divulgação dos indicados foi feita em parceria com o site Papo de Cinema a partir de 28 de julho de 2019.
A homenagem desta edição foi para a atriz e cineasta Helena Ignez, que recebeu o Guarani Honorário.

## Vencedores e indicados
Os nomeados para a 24ª edição foram anunciados na página oficial do Papo de Cinema em 20 de maio de 2019. Os vencedores estão em negrito.
| Melhor Filme | Melhor Direção |
| --- | --- |
| - Arábia – Thiago Macêdo Correia e Vitor Graize - O Animal Cordial – Rodrigo Teixeira - O Beijo no Asafalto – Marcello Ludwig Maia e Murilo Benício - Benzinho – Gustavo Pizzi e Tatiana Leite - As Boas Maneiras – Clément Duboin, Frédéric Corvez e Sara Silveira | - Affonso Uchoa e João Dumans – Arábia - Gabriela Amaral Almeida – O Animal Cordial - Gustavo Pizzi – Benzinho - Juliana Rojas e Marco Dutra – As Boas Maneiras - Murilo Benício – O Beijo no Asfalto |
| Melhor Atriz | Melhor Ator |
| - Karine Teles – Benzinho como Irene - Grace Passô – Praça Paris como Glória - Isabél Zuaa – As Boas Maneiras como Clara - Luciana Paes – O Animal Cordial como Sara - Magali Biff – Pela Janela como Rosália | - Murilo Benício – O Animal Cordial como Inácio - Aristides de Sousa – Arábia como Cristiano - Daniel de Oliveira – Aos Teus Olhos como Rubens - Lázaro Ramos – O Beijo no Asfalto como Arandir - Marco Ricca – Rasga Coração como Manguari |
| Melhor Atriz Coadjuvante | Melhor Ator Coadjuvante |
| - Marjorie Estiano – As Boas Maneiras como Ana - Adriana Esteves – Benzinho como Sônia - Camila Morgado – O Animal Cordial como Verônica - Drica Moraes – Rasga Coração como Nena - Fernanda Montenegro – O Beijo no Asfalto como D. Matilde | - Osmar Prado – 10 Segundos para Vencer como Kid Jofre - Ícaro Silva – Legalize Já: Amizade Nunca Morre como Luís Antonio da Silva Machado (Skunk) - Irandhir Santos – O Animal Cordial como Djair - Júlio Andrade – Paraíso Perdido como Ângelo da Silva - Otávio Muller – Benzinho como Klaus |
| Melhor Roteiro Original | Melhor Roteiro Adaptado |
| - Benzinho – Gustavo Pizzi e Karine Teles - O Animal Cordial – Gabriela Amaral Almeida - As Boas Maneiras – Juliana Rojas e Marco Dutra - Pela Janela – Caroline Leone - Tinta Bruta – Felipe Matzembacher e Márcio Reolon | - Arábia – Affonso Uchoa e João Dumans, baseado no conto Arábia, de James Joyce - Alguma Coisa Assim – Esmir Filho e Mariana Bastos, baseado no curta "Alguma Coisa Assim", de Esmir Filho e Mariana Bastos - Aos Teus Olhos – Lucas Paraizo, baseado na peça “O Princípio de Arquimedes”, de Josep Maria Miró e no filme "El vírus de la Por" de Ventura Pons - O Beijo no Asfalto, – Murilo Benício, baseado na peça "O Beijo no Asfalto", de Nelson Rodrigues - Rasga Coração – Ana Luíza Azevedo, baseado na peça "Rasga Coração", de Oduvaldo Vianna Filho |
| Melhor Longa-Metragem Documentário | Melhor Curta-Metragem Documentário |
| - Histórias que Nosso Cinema (não) Contava - Auto da Resistência - Baronesa - Ex-Pajé - O Processo | - Inconfissões - Catadora de Gente - Copacabana-Auschwitz - Maré - NoirBlue |
| Melhor Curta-Metragem Ficção | Melhor Animação |
| - Nova Iorque – Léo Tabosa - Eu, Minha Mãe e Wallace – Eduardo Carvalho e Marcos Carvalho - O Órfão – Carolina Markowicz - Plano Controle – Juliana Antunes - Reforma – Fábio Leal | - Guaxuma – Nara Normande - O Homem na Caixa – Alvaro Furloni, Ale Borges e Guilherme Gehr Alvaro Furloni, Ale Borges e Guilherme Gehr - Lé com Cré – Cassandra Reis - Peixonauta – O Filme – Celia Catunnda, Kiko Mistrorigo e Rodrigo Eba - Plantae – Guilherme Gehr |
| Melhor Direção de Fotografia | Melhor Direção de Arte |
| - As Boas Maneiras – Rui Poças - Arábia – Leonardo Feliciano - O Beijo no Asfalto – Walter Carvalho - Tinta Bruta – Glauci Firpo - Unicórnio – Mauro Pinheiro Jr. | - As Boas Maneiras – Fernando Zuccolotto - Benzinho – Cassio Amarante e Mariana Falvo - Cacrinha: O Velho Guerreiro – Rafael Targat - O Grande Circo Místico – Arthur Pinheiro - Paraíso Perdido – Valdy Lopes |
| Melhor Figurino | Melhor Maquiagem |
| - O Grande Circo Místico – Kika Lopes - As Boas Maneiras – Kiki Orona - Chacrinha: O Velho Guerreiro – Marcelo Pies - Paraíso Perdido – Cássio Brasil - Unicórnio – Luciana Buarque | - As Boas Maneiras – Rosemary Paiva - O Animal Cordial – André Anastácio - Chacrinha: O Velho Guerreiro – Marlene Moura - O Grande Circo Místico – Catherine Leblanc-Caraes e Emmanuelle Fèvre - A Mata Negra – Rodrigo Aragão |
| Melhor Montagem | Melhor Efeito Visual |
| - Histórias que Nosso Cinema (não) Contava – Luiz Cruz - Arábia – Luiz Pretti e Rodrigo Lima - O Beijo no Asfalto – Pablo Ribeiro - As Boas Maneiras – Caetano Gotardo - O Processo – Karen Akerman | - As Boas Maneiras – Cyrille Bonjean, Eduardo Schaal, Guilherme Ramalho, Guillaume Castagné, Hugo Gurgel, Nicolas Herli - O Doutrinador – Marco Prado - A Mata Negra – André Rios - Motorrad – Marco Prado - O Nó do Diabo – Kapel Furman e Raphael Borghi |
| Melhor Som | Melhor Trilha Sonora |
| - As Boas Maneiras – Bernardo Uzeda, Christophe Vingtrinier, Gabriela Cunha - O Animal Cordial – Daniel Turini, Fernando Henna e Gabriela Cunha - Arábia – Laura Zimmerman, Waldir Xavier e Björn Wiese - Motorrad – José Moreau Louzeiro, Miriam Biderman, Paulo Gama e Ricardo Reis - 10 Segundos para Vencer –Bernardo Uzeda, José Moreau Louzeiro, Rodrigo de Noronha e Tomas Alem | - Paraíso Perdido – Zeca Baleiro - O Animal Cordial – Rafael Cavalcanti - As Boas Maneiras – Marco Dutra, Juliana Rojas, Guilherme Garbato, Gustavo Garbato - O Grande Circo Místico – Edu Lobo - Yonlu – Nando Barth |
| Melhor Revelação Feminina | Melhor Revelação Masculina |
| - Tifanny Dopke – Ferrugem como Tati - Aline Brunne – Café com Canela como Violeta - Bárbara Luz – Unicórnio como Maria - Bianca Bin – Canastra Suja como Emília - Luíza Tiso – O Beijo no Asfalto como Dália | - Shico Menegat – Tinta Bruta como Pedro - Giovanni de Lorenzi – Ferrugem como Renet - Jaloo – Paraíso Perdido como Ímã - Konstantinos Sarris – Benzinho como Fernando - Thalles Cabral – Yonlu como Yoñlu |
| Melhor Elenco | Melhor Filme Estrangeiro |
| - Benzinho - O Animal Cordial - O Beijo no Asfalto - Canastra Suja - Paraíso Perdido | - Roma – Alfonso Cuarón - Beoning – Chang-dong Lee - BlacKkKlansman – Spike Lee - Call me by Your Name – Luca Guadagnino - Phantom Thread – Paul Thomas Anderson |